# Musca bezzii
Musca bezzii är en tvåvingeart som beskrevs av William Hampton Patton och Cragg 1913. Musca bezzii ingår i släktet Musca och familjen husflugor. Inga underarter finns listade i Catalogue of Life.